# Municipio de Franklin (condado de Pulaski)
El municipio de Franklin (en inglés: Franklin Township) es un municipio ubicado en el condado de Pulaski en el estado estadounidense de Indiana. En el año 2010 tenía una población de 715 habitantes y una densidad poblacional de 7,59 personas por km².

## Geografía
El municipio de Franklin se encuentra ubicado en las coordenadas 41°7′53″N 86°37′55″O / 41.13139, -86.63194. Según la Oficina del Censo de los Estados Unidos, el municipio tiene una superficie total de 94.24 km², de la cual 94,23 km² corresponden a tierra firme y (0,01 %) 0,01 km² es agua.

## Demografía
Según el censo de 2010, había 715 personas residiendo en el municipio de Franklin. La densidad de población era de 7,59 hab./km². De los 715 habitantes, el municipio de Franklin estaba compuesto por el 97,34 % blancos, el 0,56 % eran afroamericanos, el 0,42 % eran amerindios, el 0,42 % eran asiáticos, el 0,14 % eran de otras razas y el 1,12 % eran de una mezcla de razas. Del total de la población el 2,38 % eran hispanos o latinos de cualquier raza.